# Ixodes matopi
Ixodes matopi är en fästingart som beskrevs av Spickett, Keirans, Norval och Clifford 1981. Ixodes matopi ingår i släktet Ixodes och familjen hårda fästingar. Inga underarter finns listade i Catalogue of Life.